# Chiesa di San Luca Evangelista (Comelico Superiore)
La chiesa di San Luca Evangelista è la parrocchiale di Padola, frazione del comune sparso di Comelico Superiore, in provincia di Belluno e diocesi di Belluno-Feltre; fa parte della convergenza foraniale di Ampezzo-Cadore-Comelico.

## Storia
La prima citazione d'una cappella a Padola, filiale della pieve di Santo Stefano, risale al 1401.

La chiesa di Padola, una commistione di stile gotico, rinascimentale e barocco, fu riedificata nel 1470 ed era dotata di due altari intitolati rispettivamente a san Silvestro e a san Luca.
Essa venne distrutta durante l'incendio del 1845; la nuova chiesa, disegnata da Giuseppe Segusini, fu costruita in una posizione più centrale rispetto al paese tra il 1862 e il 1869 e consacrata il 18 luglio 1877.
Tra il 1948 e il 1949 fu edificato il campanile, su progetto dell'ingegner Baratto.

## Descrizione

### Esterno

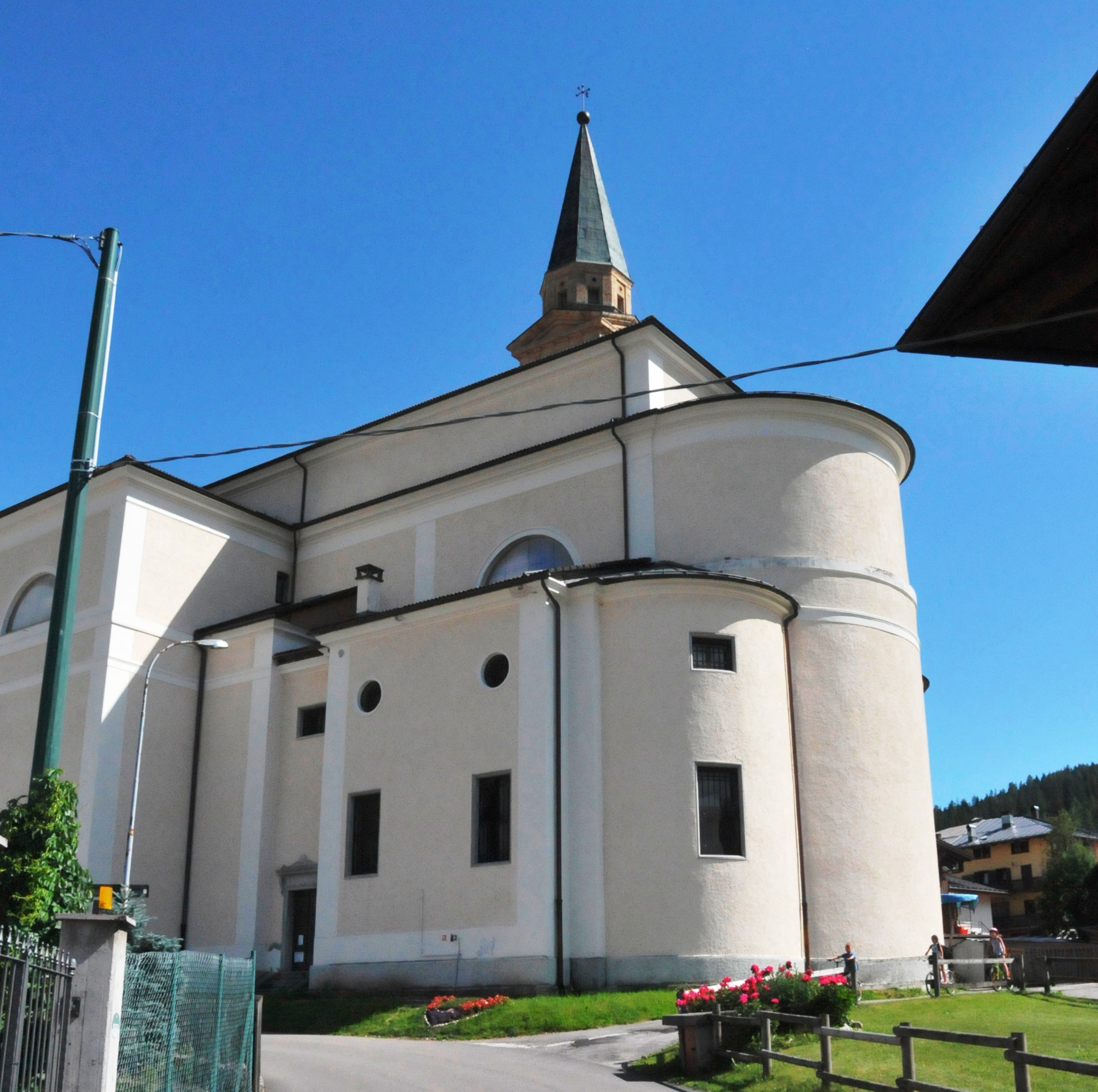
Zona absidale

La facciata della chiesa, rivolta a sudest, è tripartita; l'avancorpo centrale, affiancato da due lesene angolari e coronato dal timpano triangolare, presenta nel mezzo il portale d'ingresso, delimitato da due lesene e da un architrave in pietra e sormontato da una lapide con iscrizione, e, nel secondo ordine, un'ampia trifora scandita da colonnine su peducci; i due corpi laterali, più arretrati, sono caratterizzati da due grandi nicchie a tutto sesto ospitanti altrettante statue, sormontate da oculi murati.
Vicino alla parrocchiale si erge su un alto basamento a scarpa in tufo il campanile a pianta quadrata; la cella presenta su ogni lato una monofora a tutto sesto affiancata da doppie lesene sorreggenti il fregio, composto da metope e triglifi, e il timpano triangolare; come copertura si erge una lanterna ottagonale coronata da una guglia.

### Interno

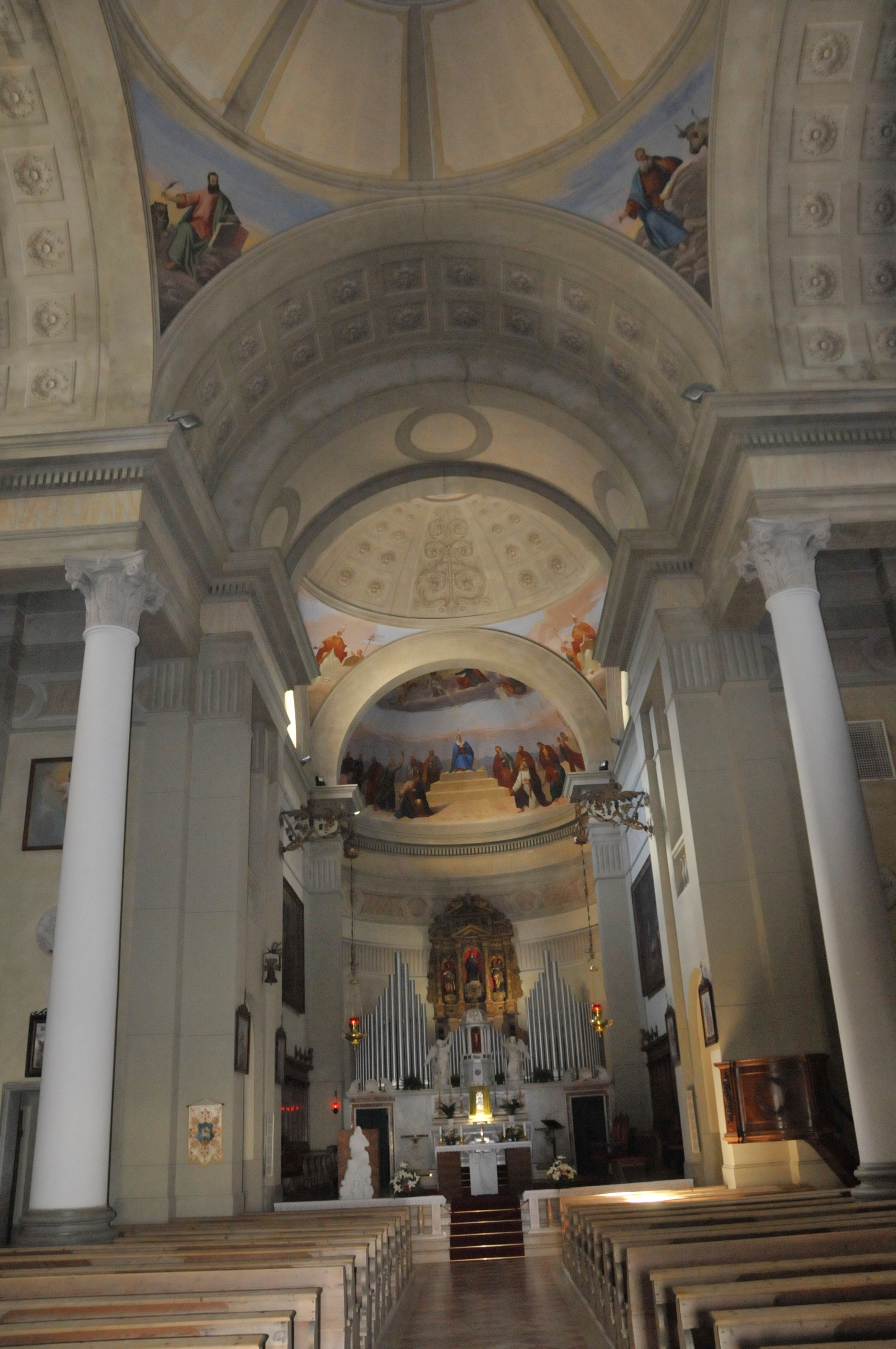
Interno

L'interno dell'edificio si sviluppa su una pianta a croce greca, dominata dalla cupola su pennacchi centrale; il presbiterio, anch'esso coronato da una cupola dipinta, si affaccia sull'aula attraverso un arco trionfale.
Qui sono conservate diverse opere di pregio, tra le quali gli affreschi ritraenti la Gloria dei Santi e i Quattro Evangelisti, eseguiti nel 1868 da Giuseppe De Lorenzi, che dipinse pure la Pentecoste, la Natività e Gesù dodicenne al Tempio, l'altare maggiore, impreziosito da alcune statue, la pala con soggetto San Silvestro, realizzata nel 1588 da Cesare Vecellio, l'altare laterale della Madonna del Carmine, la tela raffigurante la Madonna del Carmine assieme a San Simone Stock, dipinta da Tomaso Da Rin, e la pala ritraente San Silvestro e San Fermo, anch'essa del Da Rin.